# Liste des pays africains par population
Il s’agit d’une liste des pays africains et des territoires dépendants triée par population, fondée sur des projections démographiques normalisées à partir de recensements ou d'autres données démographiques[Quand ?][réf. nécessaire]. L’Afrique est la région à la croissance démographique la plus rapide au monde. Cela fait de la démographie africaine une question d'importance en matière politique et économique,,. 

## Liste
- Nigeria : 219 463 862
- Éthiopie : 110 871 031
- Égypte : 106 437 241
- République démocratique du Congo : 105 044 646
- Tanzanie : 62 092 761
- Afrique du Sud : 56 978 635
- Kenya : 54 685 051
- Soudan : 45 500 000
- Algérie : 45 190 000
- Ouganda : 44 000 000
- Maroc : 36 561 813
- Angola : 33 642 646
- Ghana : 32 372 889
- Mozambique : 30 888 034
- Côte d'Ivoire : 29 389 150
- Cameroun : 28 524 175
- Madagascar : 27 534 354
- Niger : 23 605 767
- Burkina Faso : 21 382 659
- Malawi : 20 308 502
- Mali : 20 137 527
- Zambie : 19 077 816
- Tchad : 17 414 108
- Sénégal : 16 082 442
- Zimbabwe : 14 829 988
- Bénin : 13 301 694
- Rwanda : 12 943 132
- Guinée : 12 877 894
- Burundi : 12 241 065
- Somalie : 12 094 640
- Tunisie : 11 811 335
- Soudan du Sud : 10 984 074
- Togo : 8 283 189
- Libye : 7 017 224
- Sierra Leone : 6 807 277
- Érythrée : 6 147 398
- République du Congo : 5 417 414
- République centrafricaine : 5 357 984
- Liberia : 5 214 030
- Mauritanie : 4 079 284
- Namibie : 2 678 191
- Botswana : 2 350 667
- Gabon : 2 284 912
- Gambie : 2 640 761
- Lesotho : 2 177 740
- Guinée-Bissau : 1 976 187
- Guinée équatoriale : 1 670 805
- Maurice : 1 386 129
- Eswatini : 1 113 276
- Djibouti : 938 413
- Comores : 864 335
- La Réunion (France) : 840 974
- Sahara occidental : 603 253
- Cap-Vert : 589 451
- Sao Tomé-et-Principe : 213 948
- Mayotte (France) : 212 600
- Seychelles : 96 387
- Sainte-Hélène, Ascension et Tristan da Cunha (Royaume-Uni) : 7 915